# Emblema dell'Angola
I tre simboli della bandiera dell'Angola sono riportati anche nell'emblema dell'Angola (Brasão de armas de Angola). Il machete e la ruota dentata rappresentano rispettivamente i contadini e gli operai, uniti per il progresso dell'Angola, mentre la stella rappresenta l'internazionalismo. Le sue cinque punte rappresentano l'unità, la libertà, la giustizia, la democrazia ed il progresso. Inoltre sono riportati una tradizionale zappa africana e alcuni prodotti caratteristici angolani: grano, cotone e caffè. Il libro aperto simboleggia l'educazione e la cultura, fondamentali per lo sviluppo della Nazione, simboleggiato dal sole nascente.
Alla base dello stemma vi è un nastro con la scritta, in portoghese, del nome del paese.

## Stemmi storici

Stemma dell'Africa Occidentale Portoghese (1935-1951)
Stemma dell'Africa Occidentale Portoghese (1951-1975)
Piccolo stemma dell'Africa Occidentale Portoghese (1935-1975)
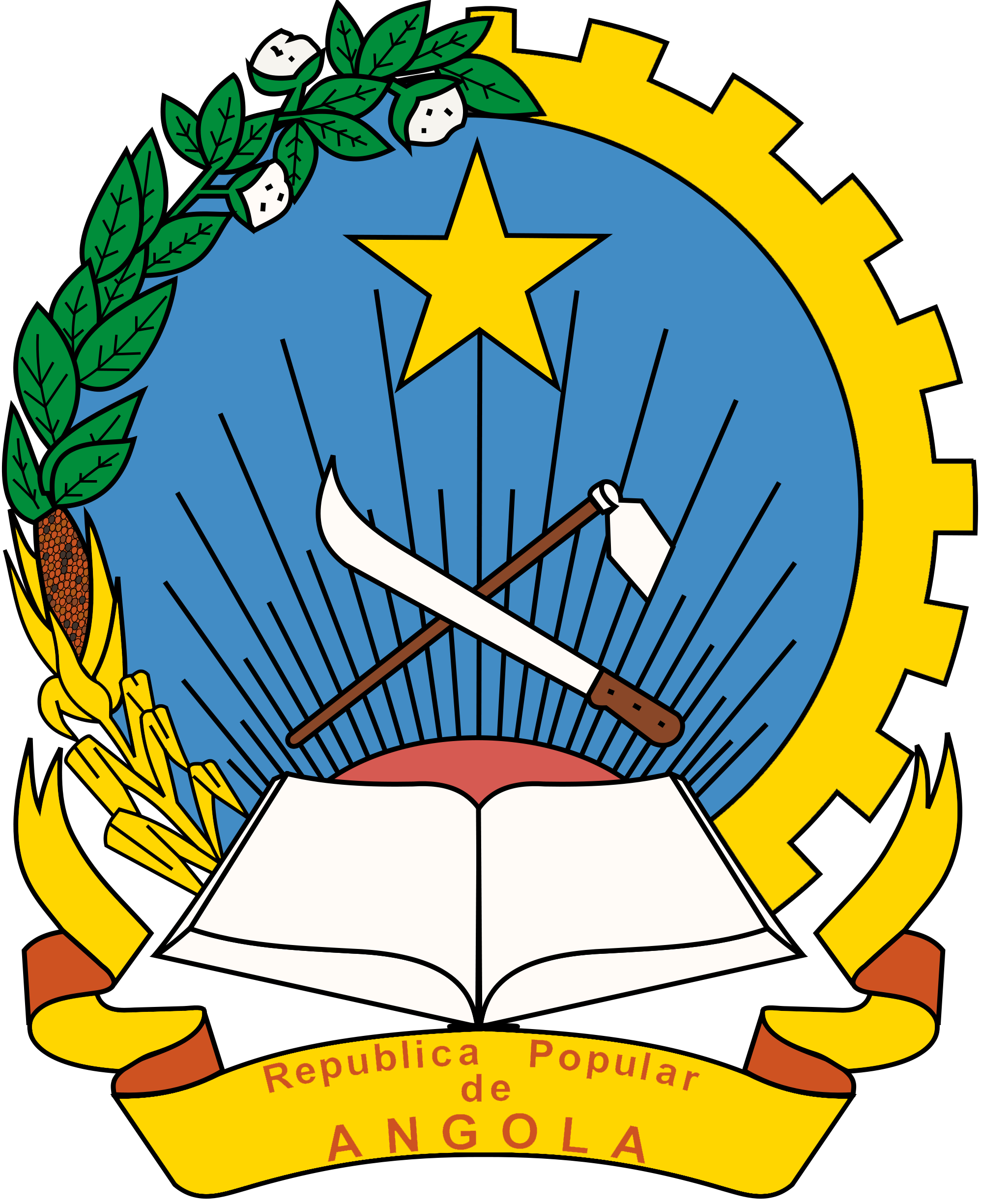
Emblema della Repubblica Popolare dell'Angola (1975-1992)